# Harris-Todaro-Modell
Das Harris-Todaro-Modell ist ein Modell aus dem Bereich der Volkswirtschaftslehre, welches im Jahre 1970 von John R. Harris und Michael P. Todaro in dem Artikel: 'Migration, Unemployment and Development: A Two Sector Analysis' veröffentlicht wurde. Das vorgestellte Modell versucht Migration zwischen zwei Sektoren zu begründen, dabei verzichten die Autoren absichtlich darauf, von Vollbeschäftigung und flexiblen Löhnen auszugehen. Im genannten Artikel werden überdies die Einfuhr sogenannter Shadow Prices und die restriktive Behandlung von Migration diskutiert.

## Aufbau des Modells
Das Modell unterscheidet einen permanenten städtischen und einen ländlichen Sektor, wobei in ersterem Industriegüter, in letzterem Agrarprodukte hergestellt werden. Weiterhin wird im ländlichen Sektor von einer Arbeiterschaft ausgegangen, die entweder vollständig zur Produktion der Agrarprodukte eingesetzt wird, oder in den städtischen Sektor migriert. Das einzelne Individuum dieser Arbeiterschaft trifft also die Entscheidung, ob sich die Migration in die Stadt auf Grund eines erhöhten Einkommens lohnt. Damit wird angenommen, dass sobald der erwartete Lohn des städtischen Sektors und des ländlichen Sektors ausgeglichen sind (Gleichgewichtsbedingung), keine weitere Migration stattfinden wird. Migration wird damit als eine Art „Arbitrage-Bewegung“ gesehen, die nur solange stattfindet, bis ein Gleichgewicht der erwarteten Löhne erreicht wurde. Dabei ist das erwartete Einkommen entscheidend, das heißt das Einkommen unter Berücksichtigung einer gewissen Wahrscheinlichkeit von Arbeitslosigkeit in der Stadt. So kann das Modell erklären, warum Menschen in Städte vom Land in die Stadt migrieren, auch wenn in der Stadt hohe Arbeitslosigkeit herrscht. 
Das Modell geht davon aus, dass die Arbeiterschaft der Stadt dieselbe nicht verlässt, um auf dem Land zu arbeiten. Des Weiteren wird ein Mindestlohn angenommen, der sich aus dem Anteil der Beschäftigten zur Arbeiterschaft in der Stadt, multipliziert mit den hergestellten Gütern ergibt. Im Verlauf des Originaltextes wird der Mindestlohn auch über die Agrargüter definiert, was an dem Ergebnis hinsichtlich des Entstehens von Arbeitslosigkeit im Gleichgewicht, nichts ändert.

## Formalismus
{\displaystyle f'} = Marginalprodukt der Industriearbeit (Produktionsfunktion: {\displaystyle X_{\mathrm {M} }=f(N_{\mathrm {M} },K_{\mathrm {M} }),{\text{wobei}}\ K_{\mathrm {M} }={\text{fix}}})
{\displaystyle K_{\mathrm {A} }} = Kapital (fix) im Agrarsektor
{\displaystyle K_{\mathrm {M} }} = Kapital (fix) im Industriesektor
{\displaystyle L} = Land (fix)
{\displaystyle N_{\mathrm {A} }} = Größe der Arbeiterschaft auf dem Land (keine Arbeitslosigkeit)
{\displaystyle N_{\mathrm {M} }} = Anzahl der Beschäftigten im Industriesektor
{\displaystyle N_{\mathrm {U} }} = Größe der Arbeiterschaft in der Stadt
{\displaystyle P} = Preis eines Agrarproduktes (ausgedrückt als Anteil des Outputs der Agrarprodukte am Output der Industriegüter) 
{\displaystyle q'} = Marginalprodukt der Agrararbeit (Produktionsfunktion: {\displaystyle X_{\mathrm {A} }=f(N_{\mathrm {A} },L,K_{\mathrm {M} }),{\text{wobei}}\ L,K_{\mathrm {M} }={\text{fix}}})
{\displaystyle W_{\mathrm {A} }} = Reallohn in Agrarsektor (Land)
{\displaystyle W_{\mathrm {M} }} = Reallohn im Industriesektor (Stadt)
{\displaystyle W_{\mathrm {U} }^{\mathrm {e} }} = erwarteter Reallohn im städtischen Sektor

## Mathematischer Hintergrund (gekürzt)
Für eine vollständige und richtige Darstellung des Modells von Harris und Todaro wird dem Leser empfohlen den Originalartikel zu konsultieren.
Reallohn im Agrarsektor (Land): {\displaystyle W_{\mathrm {A} }=P\cdot q'}
Reallohn des Industriesektors(Stadt): {\displaystyle W_{\mathrm {M} }=f'}
(Aus Gründen der Profitmaximierung wird der Reallohn dem Marginalprodukt von Industriearbeit gleichgesetzt)
Erwarteter Lohn des städtischen Sektors: {\displaystyle W_{\mathrm {U} }^{\mathrm {e} }={\frac {W_{\mathrm {M} }\cdot N_{\mathrm {M} }}{N_{\mathrm {U} }}}}
(Hier beschreibt {\displaystyle W_{\mathrm {M} }={\text{fix!}}} den Mindestlohn, {\displaystyle N_{\mathrm {M} }} die Anzahl der Beschäftigten, {\displaystyle N_{\mathrm {U} }} die Gesamtheit der städtischen Arbeiterschaft)
Das Gleichgewicht wird folgendermaßen beschrieben:
{\displaystyle W_{\mathrm {A} }=W_{\mathrm {U} }^{e}},
daraus folgt durch Ersetzungen:
{\displaystyle N_{\mathrm {U} }=\psi \left({\frac {W_{\mathrm {M} }N_{\mathrm {M} }}{N_{\mathrm {U} }}}-P\cdot q'\right)}
Auf der rechten Seite innerhalb der Klammer findet sich in dieser Formel der erwartete Reallohn im städtischen Sektor, abzüglich des Reallohns im ländlichen Sektor (beziehungsweise dem Marginalprodukt der Arbeit im Agrarsektor). Die gesamte städtische Arbeiterschaft wird also als Ableitung über die Zeit zu einer bestimmten Bruchteil {\displaystyle \psi } über diesen Lohnunterschied beschrieben.

## Ergebnisse des Modells
Eine Hauptaussage des Modells ist, dass Migration weiterhin stattfinden wird, solange der erwartete Lohn im städtischen Sektor, den Lohn im ländlichen Sektor überschreitet. Genauer: Wenn der Lohn im städtischen Sektor, korrigiert für Arbeitslosigkeit, das Marginalprodukt von Arbeit im Agrarsektor, ausgedrückt in Industriegütern überschreitet, findet Migration statt.
Eine weitere Aussage dieses Modells bezieht sich auf den implizit angenommenen Mindestlohn und folgert, dass ein festgelegter Mindestlohn oberhalb des Niveaus, das der freie Markt erreichen würde, zu einem Gleichgewicht mit Arbeitslosigkeit führt.